# Kuřátka sličná
Kuřátka sličná (Ramaria formosa) je mírně jedovatá mykorhizní houba z čeledi stročkovcovité (Gomphaceae) rostoucí především v listnatých lesích. V České republice jsou z hlediska ohrožení řazeny do kategorie DD (nedostatečné údaje). Bývá zaměňována za jiné druhy mykorhizních kuřátek. Požití kuřátek sličných může vést k silným zažívacím problémům – nevolnosti, zvracení, křečovitým bolestem břicha a průjmu.

## Popis
Plodnice dorůstají do výšky až 20 centimetrů. Na šířku mívají i 15 centimetrů. Charakteristický je keříčkovitý vzhled. Typické zbarvení kuřátek sličných je v mládí lososově růžové. Později se mění na žlutorůžovou, žlutou až žlutookrovou barvu. Větvičky mají citronově žlutě zbarvené konce.  Dužnina je bílá nebo narůžovělá. Později rezavějící až hnědnoucí. Houby rostou od srpna do října. 

## Vědecká synonyma
- Clavaria formosa Pers.
- Corallium formosum (Pers.) G. Hahn
- Merisma formosum (Pers.) Lenz [3]

## Galerie

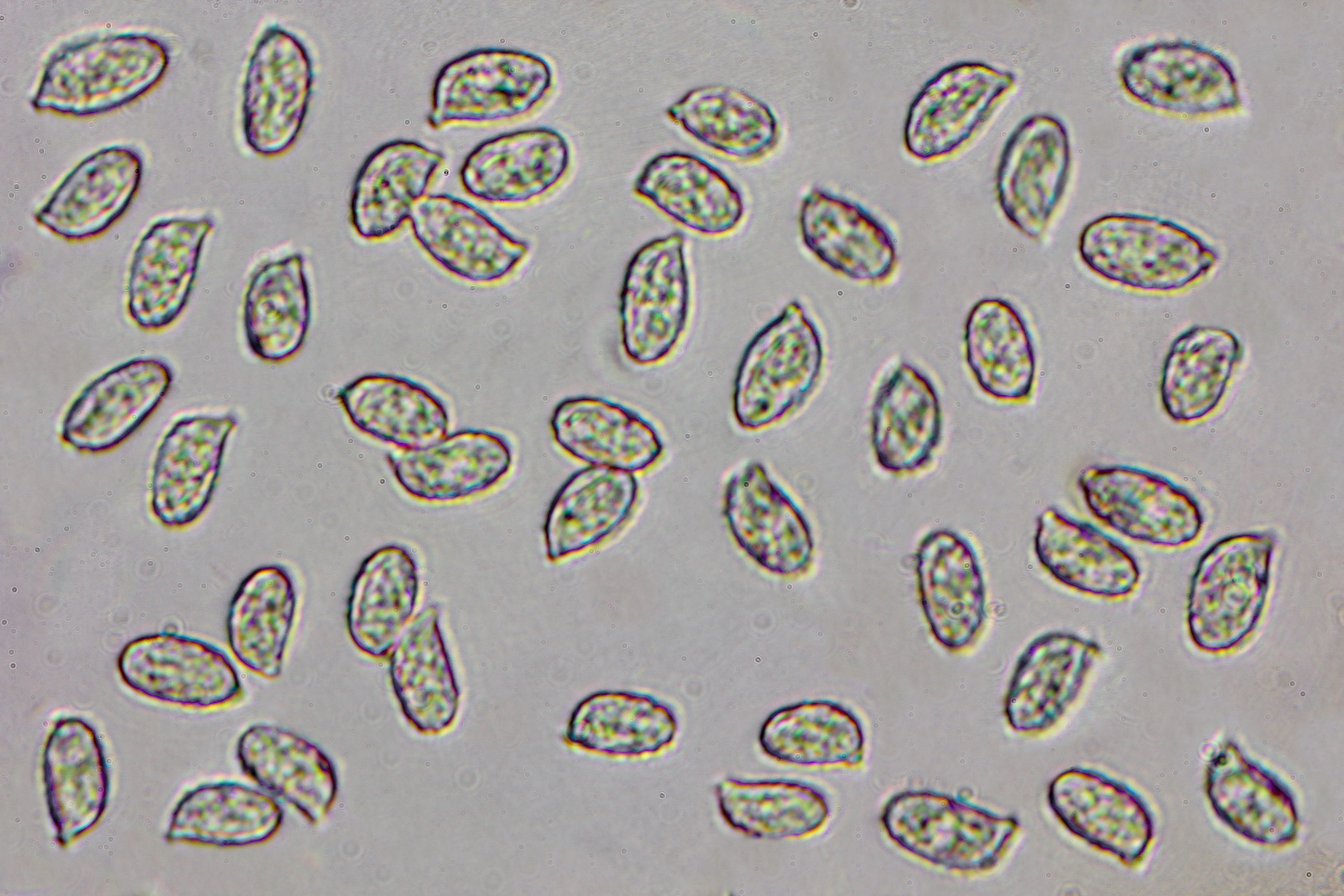
Tisíckrát zvětšené výtrusy kuřátek sličných
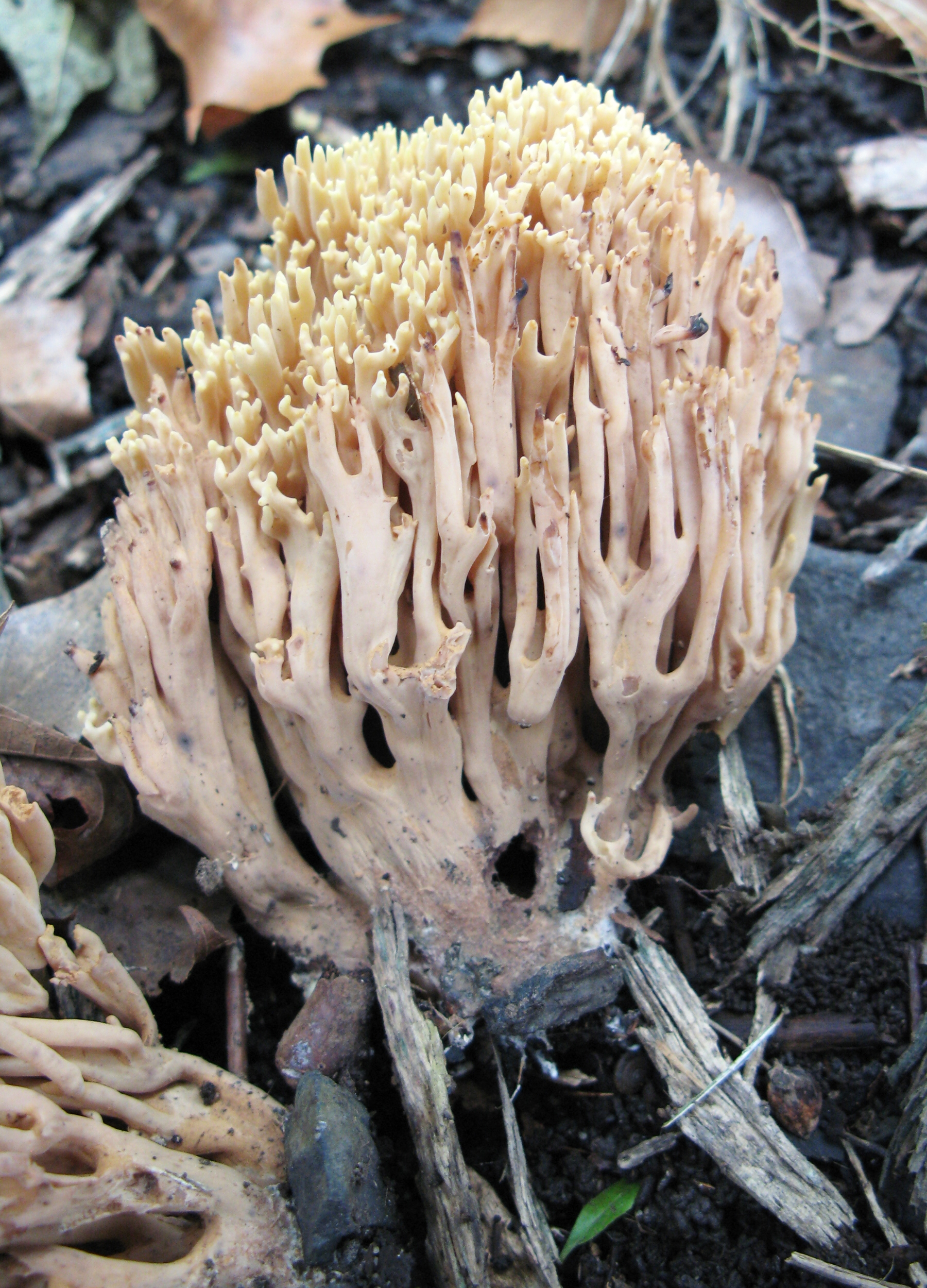
Kuřátka sličná